# Cyanea coriacea
Cyanea coriacea är en klockväxtart som först beskrevs av Asa Gray, och fick sitt nu gällande namn av Wilhelm B. Hillebrand. Cyanea coriacea ingår i släktet Cyanea, och familjen klockväxter. Inga underarter finns listade i Catalogue of Life.